# Бериндеи, Антон
Антон Бериндеи (рум. Anton Berindei; 6 января 1838, Рошиорий-де-Веде — 31 октября 1899, Бухарест) — государственный, политический и общественный деятель Королевства Румыния, военный министр (25 ноября 1896 — 10 апреля 1899), генерал.

## Биография
По отцу и матери принадлежал к старому валашскому боярскому роду. Образование получил в Артиллерийской школе и Высшей школе прикладного искусства в Меце, получил диплом в 1860 году. В том же году стал вторым лейтенантом в пехотных войсках Румынии.
В 1865 году в чине капитана служил в генеральном штабе военных инженеров. В 1869 году — майор, подполковник (с 1872), полковник (с 1878).
Либерал. С 1880 по 1882 год — генеральный секретарь Военного министерства. С 1882 по 1885 год командовал полком военных инженеров. С 1885 по 1888 год — бригадный генерал. В августе 1886 года бригадный генерал Антон Бериндеи, назначенный командиром первой пехотной дивизии, исполнял должность директора работ по сооружению «Бухарестской Крепости», стал единым ответственным за ход работ и расход фондов.
В 1888 году назначен генеральным инспектором военных инженеров, возглавлял строительные работы на укреплениях Бухареста. С 1890 года — командир Главного управления фортификационных работ, в ведении которого находилось кольцо оборонительных сооружений вокруг столицы. В 1894 году стал командующим армейским корпусом.
С 25 ноября 1896 по 10 апреля 1899 года занимал пост военного министра в правительствах П. Аурелиана и Д. Стурдзы.